# Fabiane Hukuda
Fabiane Mayumi Hukuda (Registro, 12 de julho de 1981) é uma lutadora de judô brasileira.
Entrou para a história do Judô Brasileiro quando tornou-se a primeira mulher brasileira Campeã mundial júnior em 2000, na Tunísia.
Ganhou duas medalhas de bronze nos Jogos Pan-Americanos de 1999 em Winnipeg, e nos Jogos Pan-Americanos de 2003 em Santo Domingo.
Representou o Brasil nos Jogos Olímpicos de Atenas em 2004. Em Atlanta-1996, então com 14 anos, foi como reserva.